# Xerospermophilus perotensis
Xerospermophilus perotensis es una especie de roedor de la familia Sciuridae.
Es endémica de México y actualmente está en riesgo de extinción. Las ardillas terrestres de Perote viven en la misma zona que las ardillas de roca (Otospermophilus variegatus), pero utilizan microhábitats diferentes. En un caso también comparte su hábitat con la ardilla terrestre mexicana (Ictidomys mexicanus). Estas ardillas tienen rasgos similares a los de las ardillas terrestres manchadas (X. spilosoma pallescens) que se encuentran en el norte de la meseta mexicana; sin embargo, son más grandes, tienen colas más cortas y dorsos amarillos. Su cráneo es relativamente estrecho con una caja cerebral grande y tiene dientes gruesos y pesados. Las ardillas terrestres de Perote tienen dos ciclos anuales, una fase activa (marzo-noviembre) y una fase de hibernación (diciembre-febrero). Sin embargo, es posible que se produzca cierta superposición en marzo y noviembre.[5]
X. perotensis se describió por primera vez como especie en 1893. Últimamente se están realizando muchas investigaciones y muchos científicos piensan que debería clasificarse como una subespecie de X. spilosoma. "En cualquier caso, e independientemente de la posición que se pueda adoptar en torno a los conceptos de especie, es evidente que X. perotensis constituye una entidad biológica independiente y aislada que ha evolucionado en contextos geográficos y ecológicos restringidos como consecuencia de eventos recientes del Pleistoceno".

## Distribución geográfica
Es  endémica de México.

## Hábitat
Su hábitat natural son: zonas subtropicales o tropicales áridas de tierras de gran altitud, pastizales.